# Cuers
Cuers település Franciaországban, Var megyében. Lakosainak száma 12 841 fő (2022. január 1.). Cuers Rocbaron, Belgentier, La Crau, Méounes-lès-Montrieux, Néoules, Pierrefeu-du-Var, Puget-Ville, Solliès-Pont és Solliès-Toucas községekkel határos.

## Népesség
A település népességének változása:
| Lakosok száma | 10 570 | 10 832 | 11 339 | 11 425 | 11 560 | 11 962 | 12 298 | 12 550 | 12 841 |
|               | 2013   | 2015   | 2016   | 2017   | 2018   | 2019   | 2020   | 2021   | 2022   |